# さいたま市立南浦和小学校
さいたま市立南浦和小学校（さいたましりつ みなみうらわしょうがっこう）は、埼玉県さいたま市南区白幡に所在する公立小学校。

## 規模
- 2014年度 - 児童数575人19学級

## 沿革
- 1874年（明治7年）4月1日 - 辻村和光院に辻学校創設
- 1903年（明治36年）5月18日 - 現在地に校舎を建設し以降この日を開校記念日とする
- 1934年（昭和9年）4月6日 - 別所に分教場を設置（その後六辻第二小に。現さいたま市立浦和別所小学校）。
- 1947年（昭和22年）4月1日 - 浦和市立六辻小学校へ改称
- 1957年（昭和32年）11月1日 - 浦和市立南浦和小学校へ改称及び校歌制定
- 1974年（昭和49年）10月19日 - 開校百年記念式典、同記念碑除幕式
- 1976年（昭和51年）12月26日 - 鉄筋4階建て校舎竣工
- 1977年（昭和52年）8月8日 - プール完成
- 1982年（昭和57年）3月17日 - 校旗制定
- 1990年（平成2年）10月5日 - ランチルーム新設
- 1991年（平成3年）3月19日 - 正門新設
- 1995年（平成7年）2月4日 - 南浦和小学校開校百二十周年記念式典
- 2001年（平成13年）5月1日 - 浦和市・与野市・大宮市合併による校名変更「さいたま市立南浦和小学校」
- 2004年（平成16年）12月10日 - 南浦和小学校開校百三十周年記念式典

## 学校教育目標
「よく学ぶ子・心豊かな子・たくましい子」

## 目指す学校像
- 楽しい学校
- やさしい学校
- 美しい学校

## アクセス

### 鉄道
- 東日本旅客鉄道（JR東日本）埼京線・武蔵野線武蔵浦和駅から徒歩約14分。
  - 1.駅の南側を通る県道213号曲本さいたま線（田島通り）を東（南浦和駅方面）へ進み、旧中山道と交差する所（目印はライフ浦和白幡店）で右折し焼米坂まで進むと右手にある。

### バス
- 国際興業バス[1]
  - 南浦和駅西口～戸田車庫線（南浦80）白幡坂上下車徒歩約5分。
  - 南浦和駅西口～イオン北戸田ショッピングセンター線（南浦01）公会堂入り口下車徒歩約5分。

## 周辺
- 武蔵野線 - 武蔵浦和駅・南浦和駅間が当校の敷地の地下を通っている。
- 旧中山道 - 当校の東側を通り、当校の前が焼米坂（大宮台地の南端）となっている。また、この坂の地下も武蔵野線が通る。